# Sous le soleil de Satan (film)
Pour les articles homonymes, voir Sous le soleil de Satan (homonymie).
Pour plus de détails, voir Fiche technique et Distribution.
Sous le soleil de Satan est un film français réalisé par Maurice Pialat, sorti en 1987.
Adapté du roman du même nom de Georges Bernanos publié en 1926, le film remporte la Palme d'or du Festival de Cannes 1987.

## Synopsis
Dans un village du nord de la France, l'abbé Menou-Segrais (Maurice Pialat) accueille au sein de sa paroisse le jeune abbé Donissan (Gérard Depardieu). Rongé par le doute sur sa vocation, ayant recours aux mortifications, Donissan éprouve d'énormes difficultés à assurer ses fonctions de culte quotidiennes. Menou-Segrais, figure tutélaire, le révèle à lui-même et lui dévoile son aspiration profonde qui tend à la sainteté.
Tout près d'ici, Germaine Malhorty (Sandrine Bonnaire), dite Mouchette, une adolescente de 16 ans, fille d'un gros brasseur de la région, se cherche, entre mythomanie et chantage au suicide, en multipliant les aventures avec des hommes mûrs. Amante du marquis de Cadignan, noble ruiné sur le point de vendre ses biens, elle fréquente aussi un médecin marié, le député Gallet.
Un matin, après une nuit passée chez Cadignan, elle le tue d'un coup de fusil de chasse dans un geste mi-accidentel, mi-autodestructeur. Mouchette, enceinte, révèle son forfait à Gallet. Pragmatique jouisseur, soucieux de sa position sociale, il tente de la rassurer en lui révélant que l'enquête a conclu à un suicide, mais refuse de l’avorter. Mouchette, qui vit de plus en plus mal sa culpabilité, continue sa dérive, sans repère.
Alors que Menou-Segrais envoie Donissan porter assistance à une paroisse voisine, ce dernier rencontre à travers champ un étrange maquignon qui se révèle être une incarnation de Satan. Alors que Donissan, épuisé, lui résiste, ce dernier lui offre un « don de vision à travers les êtres ».
Donissan s'en va alors trouver Mouchette, dont il sait tout à présent, et tente de la ramener à Dieu. Mais elle se tranche la gorge avec un rasoir à son retour chez elle. Donissan, perdu, ne peut qu’offrir le corps de Mouchette agonisante aux pieds de l'autel de l'église. Ce geste scandaleux lui vaut alors une retraite forcée à la trappe de Tortefontaine.
Nommé curé de Lumbres, dans lequel il s’investit corps et âme, Donissan a acquis la réputation d’un saint homme. Un paysan d'une commune voisine vient alors le chercher alors que son fils agonise d’une méningite. Alors qu’il pensait donner les derniers sacrements, il se retrouve face à son destin : la famille et le prêtre en charge attendent de lui non moins qu’un miracle, l’enfant étant mort.
D'abord fuyant, persuadé de sa défaite au côté de Dieu face à Satan, Donissan parvient néanmoins à ressusciter l'enfant. À bout de force, bien que suppliant Dieu de lui laisser la vie s'il peut encore être utile aux autres, il meurt en plein confessionnal où l’abbé Menou-Segrais le trouve inanimé alors qu’il était venu lui rendre visite.

## Fiche technique
- Titre : Sous le soleil de Satan
- Réalisateur : Maurice Pialat, assisté de Frédéric Auburtin
- Scénario : Sylvie Danton
Adaptation de Maurice Pialat
d'après l'œuvre de Georges Bernanos, Sous le soleil de Satan
- Photographie : Willy Kurant
- Montage : Yann Dedet
- Musique originale : Henri Dutilleux, interprétée par l'orchestre national de Lyon sous la direction de Serge Baudo
- Décors : Katia Wyszkop
- Costumes : Gil Noir
- Producteur : Daniel Toscan du Plantier
- Coproduction : Erato Films, Films A2, Flach Film, Action Films
- Genre : Film dramatique
- Durée : 108 minutes (PAL 103 min)
- Dates de sortie : 
  - France : 2 septembre 1987

## Distribution
- Gérard Depardieu : l'abbé Donissan
- Sandrine Bonnaire : Mouchette
- Maurice Pialat : Menou-Segrais
- Alain Artur : Cadignan
- Yann Dedet : Gallet
- Brigitte Legendre : La mère de Mouchette
- Jean-Claude Bourlat : Malorthy
- Jean-Christophe Bouvet : Satan
- Philippe Pallut : Le carrier
- Marcel Anselin : Mgr Gerbier
- Yvette Lavogez : Marthe
- Pierre d'Hoffelize : Havret
- Corinne Bourdon : La mère de l'enfant
- Thierry Der'ven : Sabroux
- Marie-Antoinette Lorge : Estelle
- Bernard de Gouy : M. de Wamin
- Yolène de Gouy : Mme de Wamin
- Claudine Gauthier : Une fidèle
- Thierry Artur : Un prêtre
- Ghislain Boitrelle : Le cocher
- Raymonde Jacquot : Une paroisienne
- Frédéric Auburtin : Le jeune prêtre
- Edith Colnel : Mme Lambelin
- Delphine Westrelin : La fille de la ferme
- Vincent Peignaux : Un enfant
- Françoise Disle : La pécheresse
- Fabienne Deleforge Une enfant de Marie
- Yolin de Gelas : Une enfant de Marie
- Anne Duquennoy : Une enfant de Marie
- Karine Lambert : Une enfant de Marie
- Carole Loth : Une enfant de Marie
- Nathalie Lourtil : Une enfant de Marie
- Sabrina Vervacke : Une enfant de Marie
- Marie-Paule Vienne : Un pèlerin
- Claudy Widczinski : Un pèlerin
- Anne Cassagnou : Un pèlerin
- Guillaume Dhoye : Un pèlerin
- Jérôme Dhoye : Un pèlerin
- Franck Dhoye : Un pèlerin
- David Dhoye : Un pèlerin

## Autour du film
- Le docteur Gallet fut initialement interprété par Claude Berri, puis par Jean-François Stévenin, et enfin par le monteur Yann Dedet, Pialat n'étant pas satisfait.
- Maurice Pialat, lors de la remise de la Palme d'or à Cannes en 1987, adressa, levant le poing au public de journalistes qui sifflaient cette récompense, cette déclaration : « Je ne vais pas faillir à ma réputation : je suis surtout content ce soir pour tous les cris et les sifflets que vous m'adressez. Et si vous ne m'aimez pas, je peux vous dire que je ne vous aime pas non plus. » Beaucoup [Qui ?] avaient en effet donné Les Ailes du désir (Der Himmel über Berlin) de Wim Wenders comme favori pour la récompense suprême[réf. souhaitée].
- Yves Montand, président du Jury, déclara devant les caméras d'Antenne 2, que « La Palme [avait] été donnée à l'unanimité, parce que nous avons considéré que le travail qu'[avait] réussi Pialat [était] un travail qui [mettait] le cinéma sur un autre niveau, à un autre étage. On peut forcément — moi-même, je suis comme ça — être sensible à des films peut-être un peu plus abordables, plus faciles, mais heureusement qu'il y a des Pialat, des Godard, des Resnais, pour porter le cinéma à une autre hauteur. Et je me réjouis que ce film ait émergé à l'unanimité, même si deux ou trois membres du Jury ont regretté que, parfois, certains mots leur échappaient — La langue de Bernanos, c'est déjà difficile pour nous, imaginez pour les étrangers — mais l'unanimité s'est faite de manière très spontanée. »

## Distinctions

### Récompenses
- Festival de Cannes 1987 : Palme d'or pour Maurice Pialat (à l'unanimité)

### Nominations
- César 1988 :
  - César du meilleur film
  - César du meilleur acteur pour Gérard Depardieu
  - César de la meilleure actrice pour Sandrine Bonnaire
  - César du meilleur réalisateur pour Maurice Pialat
  - César de la meilleure photographie pour Willy Kurant
  - César du meilleur montage pour Yann Dedet
  - César de la meilleure affiche pour Benjamin Baltimore et Luc Roux